# 巴林国家男子排球队
巴林國家男子排球隊為代表巴林參加國際賽和友誼賽的男排國家隊。目前世界排名第131名。